# Classe Spica (torpediniera)
Le torpediniere classe Spica sono state delle torpediniere veloci e di successo, realizzate per la Regia Marina, ma anche per l'esportazione in Svezia. Queste navi sono state costruite in un numero cospicuo di unità in conseguenza del Trattato navale di Washington che permetteva la fabbricazione di un numero illimitato di unità per le imbarcazioni aventi un dislocamento inferiore a 600 tonnellate.
Il progetto della classe Spica, con nomi di costellazioni, nacque per dare un degno sostituto a molte vecchie navi classificate come cacciatorpediniere, residue del conflitto precedente e ancora in servizio, ma essenzialmente con compiti di seconda linea.
Il progetto, che seguì dopo più di vent'anni l'ordinazione della prima serie di torpediniere tipo “PN”, era molto ispirato da quello del miglior modello di cacciatorpediniere dell'epoca della Regia Marina, ovvero la Classe Maestrale. La nave aveva un solo locale macchine e quindi un fumaiolo più piccolo di quello delle più grandi 'sorelle'.
Lo scafo sembrava assai robusto e aggressivo, in verità era piuttosto ridotta la tenuta al mare, come anche l'autonomia.
L'armamento principale era costituito da 3 cannoni da OTO 100/47 Mod. 1931 in impianti singoli da 16 km di gittata, ma con una cadenza di soli 8 colpi al minuto, con un alzo di 45° che non consentiva un uso contraereo efficace ed erano predisposti uno a prua e due a poppa.
L'armamento antiaereo era costituito da otto mitragliere da 13,2mm in quattro impianti binati Breda Mod. 31, sostituite parzialmente poi con mitragliere da Breda 20/65 Mod. 1935 binate durante lavori di ammodernamento svolti tra il 1939 e il 1941 durante i normali cicli di manutenzione. Tra il 1942 ed il 1943 sulle unità superstiti l'ultimo impianto binato da 13,2 mm venne sostituito con quattro impianti singoli Scotti-Isotta-Fraschini 20/70.
I siluri, almeno sulle prime unità, non avevano la possibilità di essere usati tutti contro lo stesso bersaglio e come se non bastasse, erano da 450mm, calibro ridotto per testata (110 kg) e portata.
Vi erano lanciabombe e tramogge per bombe di profondità, con due lanciabombe laterali e due tramogge a poppa, nonché predisposizione per 20 mine. Non vi erano però sonar e radar.
Dopo lo scoppio del conflitto i 2 lanciabombe originali vennero sostituito con 2/4 lanciabombe pirici tedeschi dotati di una celerità di tiro molto maggiore e molte unità furono anche dotate di ecogoniometro di fabbricazione tedesca o italiana; le modifiche appesantirono però le unità e questo fatto unito all'usura, dovuta ad un impiego pressoché continuo, portò ad un calo della velocità massima, con alcune unità che nel 1943 raggiungevano a fatica la velocità di 26 nodi.
Il principale problema di queste unità era il poco spazio disponibile per l'equipaggio, acuito nelle lunghe missioni di scorta, in luogo delle brevi missioni di pattugliamento notturno per cui erano state inizialmente progettate.

## Costruzione
Le unità costruite per la Regia Marina furono trentadue, delle quali le prime due, costruite negli stabilimenti Bacini & Scali Napoletani, vennero cedute alla Svezia, assieme a due vecchi cacciatorpediniere della classe Quintino Sella.
Le unità cedute alla Svezia nel 1940 furono la capoclasse Spica e la Astore, riclassificate dalla Marina svedese come cacciatorpediniere e ribattezzate rispettivamente Romulus (distintivo ottico 27) e Remus (distintivo ottico 28) prestando servizio fino al 1958. Le due unità erano state costruite a Napoli ed erano entrate in servizio nella Regia Marina il 30 maggio 1935.
Dopo la costruzione delle prime due unità poi cedute alla Svezia le altre trenta vennero costruite in tre serie che differivano per delle minime variazioni delle dimensioni, del dislocamento e dell'armamento antiaereo e antisommergibile, così suddivise:
- 16 tipo "Alcione"
- 6 tipo "Climene"
- 8 tipo "Perseo"

La principale differenza tra le varie serie fu la disposizione dei quattro tubi lanciasiluri; le prime due unità, poi cedute alla Svezia, che erano anche lunghe un metro in meno delle altre, ebbero un impianto binato sull'asse di simmetria e due impianti singoli disposti uno per lato. Le prime due unità per mantenere il dislocamento nei limiti del Trattato di Washington, che consentiva un numero illimitato di unità di dislocamento uguale o inferiore a 600 tonnellate dovettero eliminare un impianto da 100/47 per poter rientrare nei limiti del dislocamento. Ne conseguì che si decise di far costruire i due primi esemplari senza che la limitazione del dislocamento fosse troppo vincolante ed infatti, a costruzione ultimata, il dislocamento delle due “Spica” risultò di circa 630 tonnellate, facendo rientrare queste torpediniere fra le unità sottoposte numericamente a limitazione. Per le successive costruzioni, che vennero ordinate in vari cantieri con ritmo annuale, la limitazione al dislocamento fu abolita sia per le piccole migliorie che si ritenne di dover apportare ai prototipi, sia per la tendenza allora in atto, all'inosservanza delle clausole limitative del trattato di Londra e poi alla sua denunzia da parte tedesca e giapponese. Il dislocamento delle serie di unità derivate dalla Spica si aggirò dapprima sulle 650 tonnellate delle serie “Climene” e “Perseo” per poi raggiungere le 680 della serie “Alcione” dalla quale si sviluppò, in un tempo successivo, il progetto della “torpediniera di attacco” della classe Ariete.
Le Spica erano navi ben gradite dalla Regia Marina e dagli equipaggi. La nave era veloce, efficiente, ma la velocità pratica era ridotta rispetto a quella delle prove e inferiore a quella dei cacciatorpediniere veri e propri. La carriera di queste navi è stata intensissima.
Non furono unità fortunate, in quanto su 30 ben 23 andarono perse in guerra o in conseguenza delle vicende armistiziali.
Nell'ottobre 1940 le torpediniere Airone e Ariel vennero affondate dall'incrociatore britannico HMS Ajax nella battaglia di Capo Passero. Nell'ottobre 1941 le torpediniere Aldebaran e Altair vennero affondate da mine posate dal sommergibile britannico HMS Rorqual.
Altre navi furono più fortunate, come la Lupo che al comando di Mimbelli, fu protagonista di molte scorte ai convogli. In generale, però, le capacità delle Spica, leggere e veloci, capaci di operare come navi d'attacco a medio raggio, si dimostrarono fallimentari contro la flotta inglese, che piuttosto aveva l'iniziativa di notte grazie anche al fatto che le loro unità erano dotate di radar.
Si rifecero in parte con la posa di campi minati e la scorta antisommergibile, ma nell'insieme esse erano mezzi concepiti in maniera assai obsoleta e superati dagli eventi. Durante il conflitto, le torpediniere classe Spica furono principalmente impiegate nella scorta dei convogli tra l'Italia e l'Africa Settentrionale.

## Tipo Alcione
Le torpediniere della classe Alcione hanno costituito la clase più numerosa delle sottoclassi della classe Spica. La serie Alcione era costituita da ben sedici unità, quattro delle quali nel dopoguerra prestarono servizio nella Marina Militare classificate come fregata.
Le unità di questa sottoclasse vennero costruite otto negli stabilimenti Ansaldo di Genova, quattro nei Cantieri del Quarnaro di Fiume e quattro negli stabilimenti Bacini & Scali Partenopei di Napoli.
Le unità della serie Alcione, eccetto le quattro costruite a Fiume, ebbero i lanciasiluri disposti in due impianti binati sull'asse di simmetria della nave.
Le torpediniere Airone, Ariel, Alcione e Aretusa vennero inquadrate nella I squadriglia della II Flottiglia Torpediniere di base a Messina. Alla stessa base, nell'ambito della I Flottiglia Torpediniere, vennero assegnate Circe Clio, Calliope e Calipso, inquadrate nella XIII Squadriglia e le torpediniere Pallade, Partenope, Pleiadi e Polluce assegnate alla XIV Squadriglia Torpediniere.
Le altre quattro unità della classe, le torpediniere Lince, Libra, Lira e Lupo operarono presso il Comando navale Mar Egeo nella VIII Squadriglia torpediniere di base a Rodi. Lupo e Libra, silurarono la grossa petroliera britannica Desmoulea il 31 gennaio 1941, rendendola inutilizzabile per il resto della guerra. La torpediniera Lupo si distinse nella notte tra il 21 e il 22 maggio 1941 durante la battaglia di Creta, quando affrontando tre incrociatori e cinque cacciatorpediniere della Royal Navy riuscì a resistere salvando metà di un convoglio di piccole imbarcazioni di soldati tedeschi. Per questa azione il suo comandante, il capitano di fregata Francesco Mimbelli, venne decorato di Medaglia d'oro al valor militare, mentre la bandiera di combattimento dell'unità venne insignita di Medaglia d'argento al valor militare. Successivamente l'unità venne affondata il 2 dicembre 1942 dai cacciatorpediniere HMS Jervis, HMS Javelin, HMS Janus e HMS Kelvin mentre soccorreva i sopravvissuti di un cargo diretto a Tripoli.

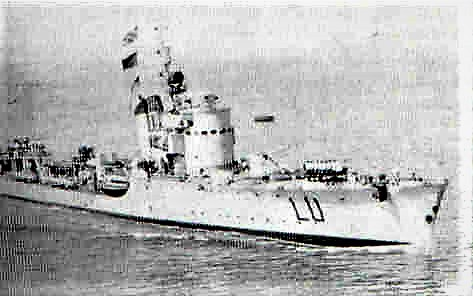
La torpediniera Lupo rientra a Taranto dopo gli scontri sostenuti attorno Creta: visibili due fori di proiettili a prua

Le prime unità ad andare perdute furono l'Airone e l'Ariel che affondarono nella notte dell'11-12 ottobre 1940 presso Capo Passero sotto i colpi dell'incrociatore inglese HMS Ajax, vera bestia nera per le unità della Regia Marina; nello stesso scontro venne colpito anche il cacciatorpediniere Artigliere, che la mattina seguente venne finito da un attacco dell'incrociatore York e di aerosiluranti inglesi, con il suo comandante Carlo Margottini perito nell'affondamento della sua nave insieme al suo aiutante di squadriglia Corrado Del Greco.
La torpediniera Circe il 16 giugno 1940 affondò il sommergibile inglesi HMS Grampus che stava depositando mine presso Augusta e il 13 febbraio 1942, nel golfo di Taranto, il sommergibile inglese HMS Tempest; tra il 21 e il 23 dello stesso mese scorto con successo da Corfù a Tripoli, nell'operazione K7, un convoglio formato dalle motonavi Lerici, Monginevro e dalla nave cisterna Giordani, affondando nel corso della stessa missione in collaborazione con il cacciatorpediniere Antoniotto Usodimare, il sommergibile inglese HMS P 38. Il 2 novembre dello stesso anno soccorse inutilmente la motonave Zara colpita da aerosiluranti inglesi, salvandone però i naufraghi e il 27 dello stesso mese affondò presso Castellammare del Golfo in seguito ad una collisione con il piroscafo italiano Città di Tunisi.

Nave Pleiadi in fiamme rimorchiata nell'avamporto

La torpediniera Clio affondò il sommergibile inglesi HMS Grampus in collaborazione con la gemella Circe e il 18 dicembre dello stesso anno il sommergibile HMS Triton nel Canale d'Otranto.
La torpediniera Pleiadi, mentre era ormeggiata a Tripoli, il 31 maggio 1941 venne colpita da un idrovolante CANT Z.501 che, a causa di un'errata manovra, andò ad infrangersi sulla sua poppa della nave, causando un'esplosione, che devastò le strutture della nave, e un violento incendio. La nave venne rimorchiata fuori del porto per evitare che un'eventuale esplosione dei suoi depositi munizioni potesse causare danni ad altre navi. Trasferita nell'avamporto, nonostante tutti gli sforzi per salvarla, la nave affondò poche ore dopo emergendo con le sole sovrastrutture centro-prodiere; dopo che ne venne deciso il recupero, ad operazioni ormai avanzate, la nave venne colpita da una bomba nel corso di un'incursione aerea il 13 ottobre successivo e in seguito ad una forte mareggiata, che nei giorni successivi ha aggravato ulteriormente la situazione, la nave venne definitivamente abbandonata dopo aver asportato tutto quanto poteva essere ancora utilizzato.
Partenope e Lira andarono perdute in seguito alle vicende che seguirono l'armistizio dell'8 settembre.
La torpediniera Partenope venne catturata dai tedeschi mentre era in bacino a Napoli l'11 settembre 1943 e venne trovata arenata e semidistrutta a Castellammare di Stabia dopo la liberazione di Napoli.
La torpediniera Lira dopo essere stata autoaffondata il 9 settembre, venne recuperata dai tedeschi, incorporata nelle Torpedoboote Ausland con la sigla TA 49 ma non venne riparata e venne poi affondata durante un bombardamento aereo il 4 novembre 1944.
Le torpediniere Calliope, Clio, Libra e Aretusa nel dopoguerra entrarono a far parte della Marina Militare operando come unità di scorta antisommergibile.

### Unità tipo Alcione
| Regia Marina - Classe Spica serie Alcione | Regia Marina - Classe Spica serie Alcione | Regia Marina - Classe Spica serie Alcione | Regia Marina - Classe Spica serie Alcione | Regia Marina - Classe Spica serie Alcione | Regia Marina - Classe Spica serie Alcione                                                         |
| Nave                                      | Sigla                                     | Cantiere                                  | Varo                                      | Entrata in servizio                       | Destino finale                                                                                    |
| ----------------------------------------- | ----------------------------------------- | ----------------------------------------- | ----------------------------------------- | ----------------------------------------- | ------------------------------------------------------------------------------------------------- |
| Airone                                    | AI (poi AO)                               | Ansaldo Genova                            | 23 gennaio 1938                           | 10 maggio 1938                            | Affondato il 12 ottobre 1940 dall'incrociatore inglese HMS Ajax                                   |
| Alcione                                   | AC                                        | Ansaldo Genova                            | 23 dicembre 1937                          | 10 maggio 1938                            | Affondato l'11 dicembre 1941 dal sommergibile inglese HMS Truant                                  |
| Aretusa                                   | AU                                        | Ansaldo Genova                            | 6 febbraio 1938                           | 1º luglio 1938                            | Nel dopoguerra ha prestato servizio nella Marina Militare. Radiato il 1º agosto 1958              |
| Ariel                                     | AE                                        | Ansaldo Genova                            | 14 marzo 1938                             | 1º luglio 1938                            | Affondato il 12 ottobre 1940 dall'incrociatore inglese HMS Ajax                                   |
| Calipso                                   | CI                                        | Ansaldo Genova                            | 12 giugno 1938                            | 16 novembre 1938                          | affondato il 5 dicembre 1940, da una mina ad est di Tripoli                                       |
| Calliope                                  | CP                                        | Ansaldo Genova                            | 16 aprile 1938                            | 28 ottobre 1938                           | Nel dopoguerra ha prestato servizio nella Marina Militare. Radiato il 1º agosto 1958              |
| Circe                                     | CC                                        | Ansaldo Genova                            | 29 giugno 1938                            | 4 ottobre 1938                            | Affondò a causa di una collisione il 27 novembre 1942                                             |
| Clio                                      | CL                                        | Ansaldo Genova                            | 3 aprile 1938                             | 2 ottobre 1938                            | Nel dopoguerra ha prestato servizio nella Marina Militare. Radiato nel 1959                       |
| Libra                                     | LB                                        | Quarnaro Fiume                            | 3 ottobre 1937                            | 19 gennaio 1938                           | Nel dopoguerra ha prestato servizio nella Marina Militare. Radiato nel 1959                       |
| Lince                                     | LC                                        | Quarnaro Fiume                            | 15 gennaio 1938                           | 1º aprile 1938                            | Affondato il 28 agosto 1943 dal sommergibile inglese HMS Ultor a Punta Alice vicino a Cirò Marina |
| Lira                                      | LR                                        | Quarnaro Fiume                            | 12 settembre 1937                         | 1º gennaio 1938                           | Perduta in seguito alle vicende armistiziali il 9 settembre 1943                                  |
| Lupo                                      | LP (poi LU)                               | Quarnaro Fiume                            | 7 novembre 1938                           | 28 febbraio 1938                          | Affondato il 2 dicembre 1942                                                                      |
| Pallade                                   | PD                                        | B & S Napoli                              | 19 dicembre 1938                          | 5 ottobre 1938                            | affondato il 5 agosto 1942 durante un bombardamento aereo a Napoli                                |
| Partenope                                 | PT poi PN                                 | B & S Napoli                              | 27 febbraio 1938                          | 26 novembre 1938                          | Autoaffondato in seguito alle vicende armistiziali l'11 settembre 1943                            |
| Pleiadi                                   | PL                                        | B & S Napoli                              | 5 settembre 1937                          | 4 luglio 1938                             | Affondato il 14 ottobre 1941 durante un bombardamento aereo nel porto di Tripoli                  |
| Polluce                                   | PC                                        | B & S Napoli                              | 24 dicembre 1937                          | 8 agosto 1938                             | Affondato da un siluro il 4 settembre 1942                                                        |

## Tipo Climene
Il tipo Climene era costituito da sei unità di cui solo una, la torpediniera Cassiopea sopravvisse al secondo conflitto mondiale entrando a far parte della Marina Militare.

La torpediniera Climene con la livrea mimetica

Le sei unità vennero costruite nei cantieri di Riva Trigoso e Ancona.
Le torpediniere Canopo e Cassiopea vennero costruite negli stabilimenti dei Cantieri Navali del Tirreno di Riva Trigoso, le altre quattro unità negli stabilimenti dei Cantieri Navali Riuniti di Ancona.
Le navi di questa sottoclasse, come quelle della serie "Perseo", ebbero i lanciasiluri disposti in quattro impianti singoli, che ne riducevano la capacità di salva a soli due siluri per lato.
Nel corso del conflitto mondiale Cassiopea e Canopo vennero inquadrati nella IX Squadriglia torpediniere di base a La Maddalena, mentre Climene, Castore, Cigno e Centauro vennero assegnati al Comando navale della Libia alla XI Squadriglia Torpediniera|XI Squadriglia torpediniera di base a Tripoli.
La prima unità della classe andata perduta fu il Canopo, affondato il 3 maggio 1941 durante un bombardamento del porto di Tripoli.
Il Centauro venne affondato il 4 novembre 1942 durante un bombardamento del porto di Bengasi.
Il Cigno venne affondato il 16 aprile 1943 a sud-est dell'isola di Marettimo dai cacciatorpediniere inglesi HMS Paladin e HMS Pakenham che nel corso del combattimento venne a sua volta affondato dal Cassiopea.
Il Castore venne affondato il 2 giugno 1943 dal cacciatorpediniere inglese HMS Jervis e dal cacciatorpediniere greco Vasilissa Olga.
Il Climene venne affondato il 28 aprile 1943, dal sommergibile britannico HMS Unshaken a ovest dell'isola di Marettimo.
L'unica unità sopravvissuta, la torpediniera Cassiopea nel dopoguerra entrò a far parte della Marina Militare, prestando servizio come fregata, andando in disarmo nel 1959.
I nomi Canopo, Castore, Centauro e Cigno nel dopoguerra sarebbero stati ereditati dalle quattro fregate della Classe Centauro; queste unità costruite all'inizio degli anni cinquanta hanno prestato servizio fino all'inizio degli anni ottanta.
Attualmente un pattugliatore di nome Cassiopea (distintivo ottico P 401) è attualmente in servizio nella base di Augusta, inquadrato nel COMSQUAPAT2 del COMFORPAT, il Comando delle Forze da Pattugliamento per la Sorveglianza e la Difesa Costiera.

### Unità tipo Climene
| Regia Marina - tipo" Climene" | Regia Marina - tipo" Climene" | Regia Marina - tipo" Climene" | Regia Marina - tipo" Climene" | Regia Marina - tipo" Climene"                                                    |
| Nave                          | Sigla                         | Cantiere                      | Entrata in servizio           | Destino finale                                                                   |
| ----------------------------- | ----------------------------- | ----------------------------- | ----------------------------- | -------------------------------------------------------------------------------- |
| Canopo                        | CN poi CA                     | CNT Riva Trigoso              | 31 marzo 1937                 | Affondato il 3 maggio 1941                                                       |
| Cassiopea                     | CS                            | CNT Riva Trigoso              | 26 aprile 1937                | Nel dopoguerra prestò servizio nella Marina Militare andando in disarmo nel 1959 |
| Castore                       | CT                            | CNR Ancona                    | 16 gennaio 1937               | Affondato il 2 giugno 1943                                                       |
| Centauro                      | CO                            | CNR Ancona                    | 16 giugno 1936                | affondato il 4 novembre 1942                                                     |
| Cigno                         | CG                            | CNR Ancona                    | 15 marzo 1937                 | Affondato il 16 aprile 1943                                                      |
| Climene                       | CE                            | CNR Ancona                    | 24 aprile 1936                | Affondato il 28 aprile 1943                                                      |

## Tipo Perseo
La sottoclasse tipo Perseo era costituito da otto unità di cui quattro costruite a Genova e quattro a Fiume.

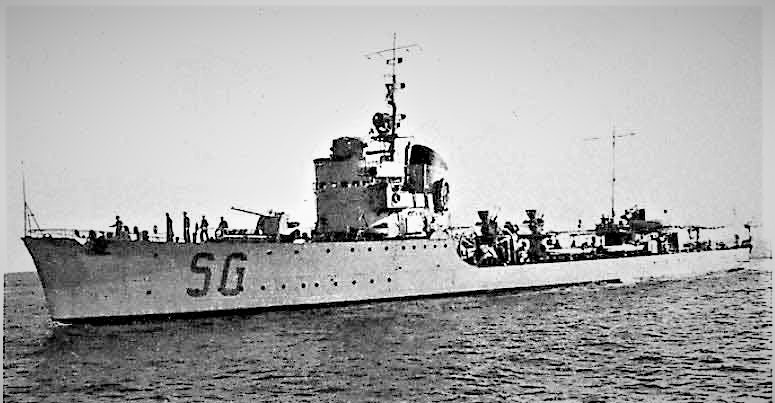
Il Sagittario con la sigla identificativa

Le navi di questa sottoclasse, come quelle della serie Climene, ebbero i lanciasiluri disposti in quattro impianti singoli.
Altair, Antares, Aldebran e Andromeda vennero inquadrati nella XII Squadriglia della II Flottiglia torpediniere di base a Messina, mentre Vega, Sagittario, Perseo e Sirio vennero inquadrati nella X Squadriglia torpediniere di base alla Spezia.
La più famosa di queste unità è sicuramente il Sagittario che nel dopoguerra fece parte della Marina Militare Italiana prestando servizio fino al 1964. Il Sagittario nel corso della seconda guerra mondiale si distinse durante la battaglia di Creta, quando riuscì a proteggere un convoglio di soldati tedeschi dall'attacco di una formazione inglese composta da tre incrociatori e quattro cacciatorpediniere affondando l'incrociatore Gloucester e danneggiando il cacciatorpediniere Kingston. Il comandante dell'unità, Tenente di Vascello Giuseppe Cigala Fulgosi venne decorato di Medaglia d'Oro al Valor Militare.
Successivamente l'unità il 19 ottobre 1942 impegnata in una missione di scorta in cui il cacciatorpediniere da Verrazzano, impiegato nella stessa missione venne silurato dal sommergibile britannico Unbending, affondando, dopo un infruttuoso tentativo di traino, in posizione 35°12' N e 12°05' E, ne recuperò l'equipaggio e dopo essere stata colpita il 10 aprile 1943, nel corso di un attacco aereo durante una missione di scorta convogli, con alcuni morti tra l'equipaggio, il 27 aprile successivo, durante una scorta di un piroscafo a Biserta venne prima attaccata e mitragliata da 25 cacciabombardieri, subendo la perdita di tre uomini e il ferimento di altri venti uomini dell'equipaggio. Poco dopo il convoglio venne attaccato dalle motosiluranti inglesi MTB 633, MTB 637 e MTB 639 che nell'attacco incendiarono ed affondarono il piccolo dragamine ausiliario R 32 Impero: il Sagittario aprì il fuoco distruggendo la MTB 639, mettendo in fuga le altre due dopo averne danneggiata una e dopo una serie di attacchi aerei, manovrando alla massima velocità, riuscì ad evitare danni giungendo in porto pressoché indenne.

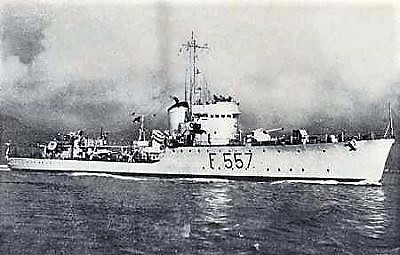
Nave Sagittario con la matricola della Marina Militare

All'annuncio dell'armistizio l'unità si trovava a Pola,, da dove il 9 settembre 1943 insieme alla corvetta Urania e alla corazzata Giulio Cesare levò gli ormeggi per dirigersi verso Malta Poco fuori dall'imboccatura del porto di Pola un U-Boot tedesco si era posto in agguato per silurare la corazzata: il Sagittario, avvistato il sommergibile, manovrò per speronarlo ed impedì quindi la corretta esecuzione del lancio del siluro, che mancò la corazzata ed esplose contro gli scogli a riva. Le navi, dopo avere subito e sventato altri attacchi tedeschi, giunsero poi indenni l'11 settembre a Taranto da dove partirono il giorno successivo per giungere a Malta il 13 settembre.
Sempre nel settembre 1943 il Sagittario partecipò a missioni di evacuazione delle truppe italiane da Corfù, assediata dai tedeschi.
La torpediniera Sirio nel gennaio 1945 attese nei pressi di Algeri il gruppo di navi che aveva soccorso i naufraghi sopravvissuti all'affondamento della corazzata Roma trasportandone i feriti alle Baleari dove le navi italiane erano state internate dalle autorità spagnole; il gruppo formato dall'incrociatore leggero Attilio Regolo, dalla torpediniera Orsa e dai cacciatorpediniere Carabiniere, Mitragliere e Fuciliere giunto nell'arcipelago spagnolo il 10 settembre 1943 venne autorizzato a ripartire per l'Italia dopo lunghe trattative diplomatiche il 15 gennaio 1945, rientrando a Taranto il 23 gennaio.
Delle unità di questa sottoclasse Vega, Andromeda, Aldebaran e Altair andarono perdute nel 1941, la prima affondata in combattimento con cacciatorpediniere britannici, la seconda da un aerosilurante Swordfish inglese e le ultime due da mine rilasciate da sommergibili inglesi.
La Perseo andò perduta nel 1943 affondata in combattimento con cacciatorpediniere inglesi.
Le due unità superstiti della classe, Sirio e Sagittario, dopo la guerra entrarono a far parte della Marina Militare, con la prima che prestò servizio fino al 1959 e la seconda fino al 1964.

### Unità tipo Perseo
| Regia Marina - Classe Spica serie Perseo | Regia Marina - Classe Spica serie Perseo | Regia Marina - Classe Spica serie Perseo | Regia Marina - Classe Spica serie Perseo | Regia Marina - Classe Spica serie Perseo | Regia Marina - Classe Spica serie Perseo                                                                                               |
| Nave                                     | Sigla                                    | Cantiere                                 | Varo                                     | Entrata in servizio                      | Destino finale |
| ---------------------------------------- | ---------------------------------------- | ---------------------------------------- | ---------------------------------------- | ---------------------------------------- | --- |
| Aldebaran                                | AL                                       | Ansaldo Genova                           | 14 giugno 1936                           | 6 dicembre 1936                          | Affondato il 20 ottobre 1941 da mine rilasciate dal sommergibile inglese HMS Rorqual                                                   |
| Altair                                   | AT                                       | Ansaldo Genova                           | 26 luglio 1936                           | 23 dicembre 1936                         | Affondato il 20 ottobre 1941 da mine rilasciate dal sommergibile inglese HMS Rorqual                                                   |
| Andromeda                                | AD                                       | Ansaldo Genova                           | 28 giugno 1936                           | 6 dicembre 1936                          | Affondato il 17 marzo 1941 |
| Antares                                  | AN                                       | Ansaldo Genova                           | 29 luglio 1936                           | 23 dicembre 1936                         | Venne affondato il 28 maggio 1943. Nel corso del secondo conflitto mondiale, affondò il sommergibile greco Proteus il 29 dicembre 1940 |
| Perseo                                   | PS                                       | Quarnaro Fiume                           | 9 ottobre 1935                           | 1º febbraio 1936                         | Affondato il 4 maggio 1943 dai cacciatorpediniere inglesi HMS Nubian, HMS Petard e HMS Paladin                                         |
| Sagittario                               | SG                                       | Quarnaro Fiume                           | 21 giugno 1936                           | 8 ottobre 1936                           | Nel dopoguerra entrò a far parte della Marina Militare prestando servizio fino al 1964                                                 |
| Sirio                                    | SI                                       | Quarnaro Fiume                           | 14 novembre 1935                         | 1º marzo 1936                            | Nel dopoguerra entrò a far parte della Marina Militare prestando servizio fino al 1959                                                 |
| Vega                                     | VG                                       | Quarnaro Fiume                           | 28 giugno 1936                           | 12 ottobre 1936                          | Affondato dal cacciatorpediniere inglese HMS Hereward il 10 gennaio 1941                                                               |

## Le torpediniere classe Spica nella Marina Militare
Le sette unità superstiti furono lasciate all'Italia e vennero rimodernate tra il 1950 e il 1953 e riclassificate corvette. Queste unità furono: Aretusa, Calliope, Cassiopea, Clio, Sirio, Libra e Sagittario.

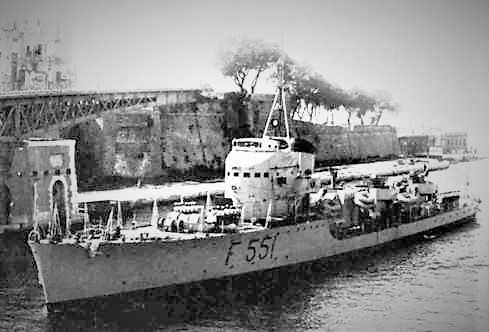
Nave Calliope in uscita dal canale di Taranto

La più famosa di queste unità, la torpediniera Sagittario, fu la prima unità della classe ad essere riammodernata nel 1949.
L'armamento vide la sostituzione del cannone da 100/47mm con un complesso binato antiaereo da 40/56mm in aggiunta ad altri quattro cannoni da 40/56mm singoli, portando così a sei le armi di questo calibro.
L'armamento antisommergibile vide l'installazione del porcospino, di due lanciabombe e due scaricabombe.
Il Sagittario fu anche l'ultima unità della classe ad andare in disarmo, nel 1964.
Le altre unità, diversamente dal Sagittario, mantennero il cannone da 100/47mm al posto del complesso binato da 40/56mm, mentre per il resto ebbero lo stesso armamento.
Oltre al Sagittario anche altre unità della classe, tra quelle entrate a far parte della Marina Militare si erano distinte durante la seconda guerra mondiale: la torpediniera Clio aveva affondato i sommergibili inglesi HMS Grampus e HMS Triton, mentre la torpediniera Cassiopea aveva affondato il cacciatorpediniere britannico HMS Pakenham a sud-est dell'isola di Marettimo il 16 aprile 1943.
Cassiopea e Libra furono tra le navi che presenziarono nel 1954 al ritorno di Trieste all'Italia.
Attualmente nella Marina Militare è in servizio con il nome Aretusa una nave idrografica della classe Ninfe, mentre i nomi Lupo, Orsa, Perseo e Sagittario sono stati ripresi per le fregate della Classe Lupo, ora in disarmo e cedute alla Marina Peruviana.

## Unità navali
| Marina Militare - Classe Spica | Marina Militare - Classe Spica | Marina Militare - Classe Spica | Marina Militare - Classe Spica |
| Nave                           | Sigla                          | matricola                      | Destino finale                 |
| ------------------------------ | ------------------------------ | ------------------------------ | ------------------------------ |
| Calliope                       | CP                             | F 551                          | Radiata il 1º agosto 1958      |
| Libra                          | LB                             | F 552                          | Radiata nel 1959               |
| Cassiopea                      | CS                             | F 553                          | Radiata nel 1959               |
| Sirio                          | SI                             | F 554                          | Radiata nel 1959               |
| Clio                           | CL                             | F 555                          | Radiata nel 1959               |
| Aretusa                        | AU                             | F 556                          | Radiata il 1º agosto 1958      |
| Sagittario                     | SG                             | F 557                          | Radiata nel 1964               |